# Ray Clemence
Raymond "Ray" Neal Clemence (Skegness, 5 de agosto de 1948-15 de noviembre de 2020) fue un futbolista inglés, se desempeñaba como guardameta y fue el portero de la edad dorada del Liverpool FC. También ejerció como entrenador. Su última labor fue como jefe del Equipo de FA para supervisar el desarrollo realizado por los jugadores en los equipos juveniles de Inglaterra de sub-16 a 21, además de ser parte del equipo de Inglaterra equipo Senior.

## Trayectoria

### Scunthorpe United
Nacido en Skegness, Inglaterra, Clemence hizo su debut con el  Scunthorpe United en 1966 y fue visto y firmado por el entrenador del Liverpool, Bill Shankly. El 24 de junio de 1967, se unió a los Rojos por £ 18.000, después de haber hecho 48 apariciones entre 1965 y 1967.

### Liverpool
Clemence fichó por el Liverpool en junio de 1967 de Scunthorpe United por un precio de £ 18.000.

### Jugador
| Club                 | N° Partidos | Año       |
| -------------------- | ----------- | --------- |
| Scunthorpe United FC | 33          | 1965-1967 |
| Liverpool FC         | 894         | 1967-1981 |
| Tottenham Hotspur FC | 287         | 1981-1988 |

### Entrenador
| Club                 | País       | Año       |
| -------------------- | ---------- | --------- |
| Tottenham Hotspur FC | Inglaterra | 1992-1993 |
| Barnet FC            | Inglaterra | 1994-1996 |

### Muerte
Falleció el 15 de noviembre de 2020 a los 72 años a causa de un cáncer de próstata.